# Ampicilina
La ampicilina es un antibiótico betalactámico que ha sido extensamente utilizado para tratar infecciones bacterianas desde el año 1961.

## Historia
La ampicilina es la primera penicilina semisintética, desarrollada entre los años 1959 y 1961 por F.P. Doyle, J.H.C. Nayler y Harry Smith en los laboratorios Beecham (actual GlaxoSmithKline) como respuesta a la necesidad de encontrar derivados de la penicilina de mayor espectro, dada la aparición de cepas resistentes. Junto con la amoxicilina, es una de las principales aminopenicilinas.

En 1959 se descubrió que el epímero D(–) de la aminopenicilina con un grupo fenil era el más activo de los derivados sintetizados. Se le llamó ampicilina.
En 1963 se sintetizó en laboratorios Beecham (aunque reclamada su patente por Bristol-Myers Squibb) una molécula más estable de ampicilina: el trihidrato de ampicilina.

## Descripción
La ampicilina es el epímero D(–) de la aminopenicilina, betalactámico con un grupo fenil. Es un tipo de penicilina de amplio espectro que se obtiene a partir de la acilación del ácido 6-aminopenicilánico. Es estable en medios ácidos, gracias a su grupo amino protonado, lo cual permite su uso vía oral, pero no es resistente a las betalactamasas. Es para cardíacos uno de los antibióticos más comunes utilizados en medicina, siendo la principal alternativa de la amoxicilina.
Para su síntesis se establece una reacción en medio ligeramente básico, entre un derivado de la fenilglicina que posee un grupo amino protegido y un grupo carboxilo activado, con ácido 6-aminopenicilánico, permitiendo la unión de ambos por el grupo carboxilo de la fenilglicina al anillo betalactámico del penicilánico. Posteriormente el grupo amino protegido se libera mediante hidrogenación y descarboxilación.

## Farmacocinética
Administrada por vía oral, la ampicilina es absorbida, se une parcialmente a proteínas plasmáticas (15 a 25%) y su biodisponibilidad varía entre un 30 y 55%, alcanzando su concentración sérica máxima entre 1 y 2 horas desde la administración. Se excreta principalmente por el riñón.

## Mecanismo de acción
Como todos los antibióticos betalactámicos, la ampicilina es capaz de penetrar bacterias gram positivas, algunas gram negativas y aerobias. Interfiere con la síntesis de la pared celular durante la replicación celular. Esto se debe a su efecto inhibidor de la síntesis de la pared celular de la bacteria en sus últimas dos etapas (3 y 4), uniéndose a las PBP (proteínas fijadoras de penicilinas), lo que lleva a la destrucción de la pared y la consiguiente lisis celular. La ampicilina inhibe la formación de puentes en la capa de peptidoglicano (la que proporciona rigidez a la pared celular). La mayor efectividad ocurre en la fase logarítmica de crecimiento, cuando se están formando los puentes de péptidoglicano, y tiene menor efecto en células en la fase estacionaria de crecimiento.

## Espectro antimicrobiano
La ampicilina es bactericida tanto para bacterias Gram positivas como para bacterias Gram negativas. El meningococo y la listeria son sensibles a la ampicilina. Algunas cepas de neumococo, haemophilus y streptococcus viridans presentan resistencia variable a la ampicilina. Los enterococos son altamente sensibles.

## Indicaciones
La ampicilina está muy relacionada con la amoxicilina, otro tipo de derivado de la penicilina. Por lo tanto son de indicaciones similares, sobre gérmenes susceptibles como:
- Escherichia coli.
- Listeria.
- Proteus mirabilis.
- Enterococos.
- Shigella.
- Salmonella typhi y otras salmonelas.
- Neisseria gonorrhoeae.
- Haemophilus influenzae.
- Estafilococos.
- Estreptococos.

que producen las siguientes enfermedades:
- Infección del tracto urinario.
- Otitis media.
- Neumonía adquirida en la comunidad.
- Salmonelosis.
- Listeriosis.
- Meningitis.

Se utiliza en combinación con cloxacilina para el tratamiento empírico de la celulitis, ya que proporciona cobertura sobre estreptococos del grupo A, mientras que la cloxacilina actúa contra los estafilococos.
Es común encontrar floras bacterianas resistentes a la ampicilina en la comunidad, lo cual requiere el uso de una combinación con otro agente o la elección de otro antibiótico de diferente mecanismo de acción o mayor potencia.

## Efectos adversos
El uso de la ampicilina en el ser humano puede resultar en la aparición de efectos adversos cuya gravedad puede ir desde una urticaria hasta un choque anafiláctico.
- Dolor abdominal.
- Diarrea.
- Vómitos.
- Urticaria.
- Astenia.
- Infección vaginal.
  - De mayor gravedad
  - Disnea.
  - Disfagia.
  - Obstrucción bronquial.

## Contraindicaciones
- Hipersensibilidad a derivados de la penicilina.
- Hipersensibilidad a cualquier derivado de la penicilina.

## Uso en investigación
La ampicilina es a menudo usada en biología molecular como una prueba de captación de genes (por ejemplo, un plásmido) por bacterias (por ejemplo, Escherichia coli). Un gen que desea insertarse en una bacteria se acopla a un gen que codifica la enzima betalactamasa dándole resistencia al antibiótico ampicilina. La bacteria tratada se cultiva en un medio que contiene ampicilina. Sólo las bacterias que adquirieron exitosamente el plasmidio con los genes pueden subsistir y reproducirse en dicho medio, por lo que de esta forma se asegura que crezcan las que contienen el gen deseado (en E. coli, el gen bla, codifica para enzima β-lactamasa).